# Kjalfjall
Kjalfjall är ett berg i republiken Island. Det ligger i regionen Austurland, 400 km öster om huvudstaden Reykjavík. Toppen på Kjalfjall är 789 meter över havet.
Närmaste större samhälle är Djúpivogur, nära Kjalfjall.